# Hruboňovo
Hruboňovo ist eine Gemeinde in der Slowakei.
Sie entstand 1960 durch den Zusammenschluss der Gemeinden Šuľany (deutsch Sulan, ungarisch Szulány) und Výčapky (deutsch Klein-Vicsap, ungarisch Kisvicsáp) und ist nach Ľudovít Hruboň, einem Kämpfer im Slowakischen Nationalaufstand benannt worden.

## Bevölkerung
| Jahr                | 1994 | 2004    | 2014    | 2024     |
| ------------------- | ---- | ------- | ------- | -------- |
| Anzahl der Personen | 464  | 487     | 502     | 588      |
| Unterschied         |      | +4,95 % | +3,08 % | +17,13 % |

| Jahr                | 2023 | 2024    |
| ------------------- | ---- | ------- |
| Anzahl der Personen | 575  | 588     |
| Unterschied         |      | +2,26 % |